# Borovce
Borovce es un municipio del distrito de Piešťany en la región de Trnava, Eslovaquia, con una población estimada a final del año 2024 de 1211 habitantes.
Se encuentra ubicado en el centro-este de la región, cerca del río Váh (cuenca hidrográfica del Danubio) y de la región de Nitra.

## Demografía
| Año        | 1994 | 2004    | 2014    | 2024     |
| ---------- | ---- | ------- | ------- | -------- |
| Población  | 853  | 913     | 1002    | 1211     |
| Diferencia |      | +7,03 % | +9,74 % | +20,85 % |

| Año        | 2023 | 2024    |
| ---------- | ---- | ------- |
| Población  | 1197 | 1211    |
| Diferencia |      | +1,16 % |